# (29348) Criswick
(29348) Criswick est un astéroïde de la ceinture principale.

## Description
(29348) Criswick est un astéroïde de la ceinture principale d'astéroïdes. Il fut découvert le 28 mars 1995 à Victoria par David D. Balam. Il présente une orbite caractérisée par un demi-grand axe de 2,61 UA, une excentricité de 0,15 et une inclinaison de 3,6° par rapport à l'écliptique.

## Compléments